# The Stepford Wives
The Stepford Wives är en amerikansk sci-fi-dramakomedifilm från 2004, i regi av Frank Oz. Den är baserad på romanen med samma titel från 1972 av Ira Levin. Romanen filmatiserades även 1975. The Stepford Wives hade världspremiär i Los Angeles den 6 juni 2004, allmän premiär i USA den 11 juni 2004 och Sverigepremiär den 30 juli samma år.

## Handling
I ett idylliskt villasamhälle någonstans i Connecticut är kvinnorna de perfekta fruarna. De lever för hushållsarbete och att laga gourmetmåltider till sina män. Men står allt rätt till? När Joanna (Nicole Kidman) flyttar till överklass-förorten Stepford blir hon vän med Bobbie Markowitz (Bette Midler). Tillsammans gör de en fasansfull upptäckt...

## Rollista (i urval)
- Nicole Kidman – Joanna Eberhart
- Matthew Broderick – Walter Kresby
- Bette Midler – Bobbie Markowitz
- Glenn Close – Claire Wellington
- Christopher Walken – Mike Wellington
- Roger Bart – Roger Bannister
- David Marshall Grant – Jerry Harmon
- Jon Lovitz – Dave Markowitz
- Faith Hill – Sarah Sunderson
- Matt Malloy – Herb Sunderson
- Kate Shindle – Beth Peters
- Lorri Bagley – Charmaine Van Sant
- C.S. Lee – Äkta make i Stepford
- Mike White – Hank